# Нестахув
Нестахув (пол. Niestachów) — село в Польщі, у гміні Далешиці Келецького повіту Свентокшиського воєводства.
Населення — 1099 осіб (2011).
У 1975-1998 роках село належало до Келецького воєводства.

## Демографія
Демографічна структура на день 31 березня 2011 року:
|          | Загалом | Допрацездатний вік | Працездатний вік | Постпрацездатний вік |
| -------- | ------- | ------------------ | ---------------- | -------------------- |
| Чоловіки | 554     | 125                | 388              | 41                   |
| Жінки    | 545     | 112                | 349              | 84                   |
| Разом    | 1099    | 237                | 737              | 125                  |